# 1,4-二(1-吲哚基)丁烷
1,4-二(1-吲哚基)丁烷是一种有机化合物，化学式为C20H20N2。它可由吲哚和1,4-二溴丁烷在氢氧化钾存在下于二甲基亚砜中反应制得。它和二甲基甲酰胺在三氯氧磷存在下反应，可以得到1,4-二(3-甲酰基吲哚-1-基)丁烷。